# Partizán de Tirana
El Partizán de Tirana es un club de fútbol albanés de la ciudad de Tirana, en el distrito homónimo. Fue fundado el 16 de agosto de 1946 y juega en la Kategoria Superiore, máxima categoría del fútbol albanés. El rojo es el color tradicional del equipo, que disputa sus partidos como local en el Arena Kombëtare.
El club primero compitió en una competición oficial en 1947 donde ganaron el campeonato nacional de Albania, así siendo coronado los campeones de Albania en su primera temporada así como las dos siguientes. En total el club ha sido campeón nacional en 15 ocasiones entre 1947 y 1993, que es la última vez que el club ganó la Superliga albanesa. Han ganado otros 18 honores nacionales oficialmente reconocidos, incluyendo 15 copas albanesas y de segunda división, lo que le convierte en uno de los clubes más populares del país. También son el único club albanés que ha ganado una competición internacional de fútbol, la Copa de los Balcanes de 1970 en la que derrotó al Beroe Stara Zagora búlgaro en la final.
El Partizani fue fundado durante el régimen comunista de Albania y tenía vínculos con el Movimiento de Liberación Nacional, los Partisanos albaneses. Es por ello que el club tiene una gran rivalidad con el Dinamo Tirana, vinculado al Ministerio del Interior, en el llamado «derbi comunista de Albania». El Partizani también mantiene una intensa rivalidad con el KF Tirana.

## Historia

### Fundación del club (1945–1946)
El FK Partizani Tirana fue fundado oficialmente el 4 de febrero de 1946 poco después del final de la Segunda Guerra Mundial y la liberación de Albania. Sin embargo, un año antes, en 1945, había dos equipos de división militar compitiendo en el primer Campeonato Nacional después del final de la Segunda Guerra Mundial. Los equipos se llamaron Ylli Shkodër y Liria Korçë, pero ambos se disolvieron como clubes al final de la temporada y sus mejores jugadores se trasladaron a Tirana para unirse al Ushtria, que literalmente se traduce como «el Ejército». El Ushtria jugó su primer partido amistoso el 13 de enero de 1946 contra el vigente campeón de Albania, el Vllaznia Shkodër, en un partido que terminó en un empate sin goles en Tirana bajo fuertes lluvias.
El equipo jugó su primer partido con sus distintivas camisas rojas con las iniciales de cada jugador en sus pechos. La primera alineación del club fue Alfred Bonati, Luga, Tepelia, Xhavit Shyqyri Demneri, Besim Fagu, Rexhepi, Lutfi Hoxha, Qamil Teliti, Kavaja, Hamdi Bakalli y Bylyku. El mes siguiente, el 4 de febrero, el Ushtria se convirtió en un club deportivo organizado que iba a ser nombrado en honor de los partisanos albaneses que habían luchado por la liberación del país. En la historia temprana del club reclutaron jugadores del instituto de Scanderbeg y de la academia militar albanesa, así como jugadores de otros clubes que fueron ordenados por los comunistas gobernantes para jugar para el Partizani.
El 7 de abril el club jugó su primer partido oficial bajo el nombre de Partizani, que fue en contra de otro equipo de la misma ciudad, el 17 Nëntori Tirana. El Partizani ganó el partido por 2-0 gracias a los goles de Osman Pengili y Qamil Teliti, con una alineación formada por Çobani, Tepeli, Muhamet Dibra, Besim Fagu, Kavaja, Osman Pengili, Lutfi Hoxha, Hivzi Sakiqi, Bylyku y Xhavit Shyqyri Demneri. Como el club no participó en el campeonato nacional de 1946, hicieron una gira por Albania jugando partidos amistosos contra algunos de los clubes más grandes del país en ese momento, y terminaron su gira de nueve partidos con 26 goles anotados y nueve en contra y Qamil Teliti anotó 11 goles para convertirlo en el mejor goleador de la gira.

### Primer dominio nacional (1947–1964)
El Partizani compitió por primera vez en una competición nacional en 1947, donde se inscribió en la primera división del fútbol albanés en su primera temporada y jugó 16 partidos, ganando 14, empatando uno y perdiendo uno, ganando el campeonato nacional en su primera temporada. Lideraron la tabla clasificatoria con 29 puntos, sólo un punto por delante de Vllaznia Shkodër, quien había ganado los dos campeonatos anteriores, y tuvieron una diferencia de goles de 41, después de anotar 56 goles y conceder 16. El equipo ganador del campeonato fue dirigido por Sllave Llambi y estaba compuesto por Abdulla Stërmasi, Kamberi, Ramazan Njala, Besim Fagu, Medo Cuciqi, Sulejman Vathi, Xhavit Shyqyri Demneri, Hivzi Sakiqi, Isuf Pelingu, Tafil Baci, Lutfi Hoxha, Osman Pengili, Hamdi Tafmizi, Zihni Gjinali, Zef Gavoci, Eqrem Dauti, Zyber Lisi, Alush Merhori y Hamdi Bakalli, quien también fue el máximo goleador de la liga con siete goles.
La siguiente temporada la Federación Albanesa de Fútbol decidió cambiar el formato del campeonato y dividió a los equipos en dos grupos basados en la ubicación geográfica, siendo el Grupo A una conferencia del norte y el Grupo B una conferencia del sur. El Partizani se ubicó en el Grupo A, donde terminó en la cima del grupo en puntos junto al Vllaznia Shkodër, y debido a poseer una mejor diferencia de goles Partizani fueron los ganadores del grupo y llegó a la final del campeonato el 25 de agosto de 1947 contra el Flamurtari Vlorë. La final se disputó en Tirana y el Partizani ganó con un marcador de 6-2, tras los goles de Vasif Biçaku, Xhevdet Shaqiri y cuatro goles de Zihni Gjinali para darle al Partizani su segundo título consecutivo. Gjinali también fue el máximo goleador de la liga después de terminar con 11 goles empatado con el delantero del Flamurtari Vlorë Tish Daija, que también anotó en la final del campeonato. La Copa de la República también regresó en 1948 y el Partizani compitió por primera vez, y también lo ganó después de una victoria por 5-2 sobre los rivales locales del 17 Nentori Tiranë en la final, por lo que se aseguró el primer doblete en el fútbol albanés. Mantuvieron el título de la liga la temporada siguiente después de una campaña invicto, y también conservaron la copa, ya que derrotó al 17 Nentori Tiranë 1-0 nuevamente en la final.

## Uniforme
- Uniforme titular: Camiseta, pantalón y medias rojas.
- Uniforme alternativo: Camiseta y medias amarillas y pantalón rojas.

## Estadio

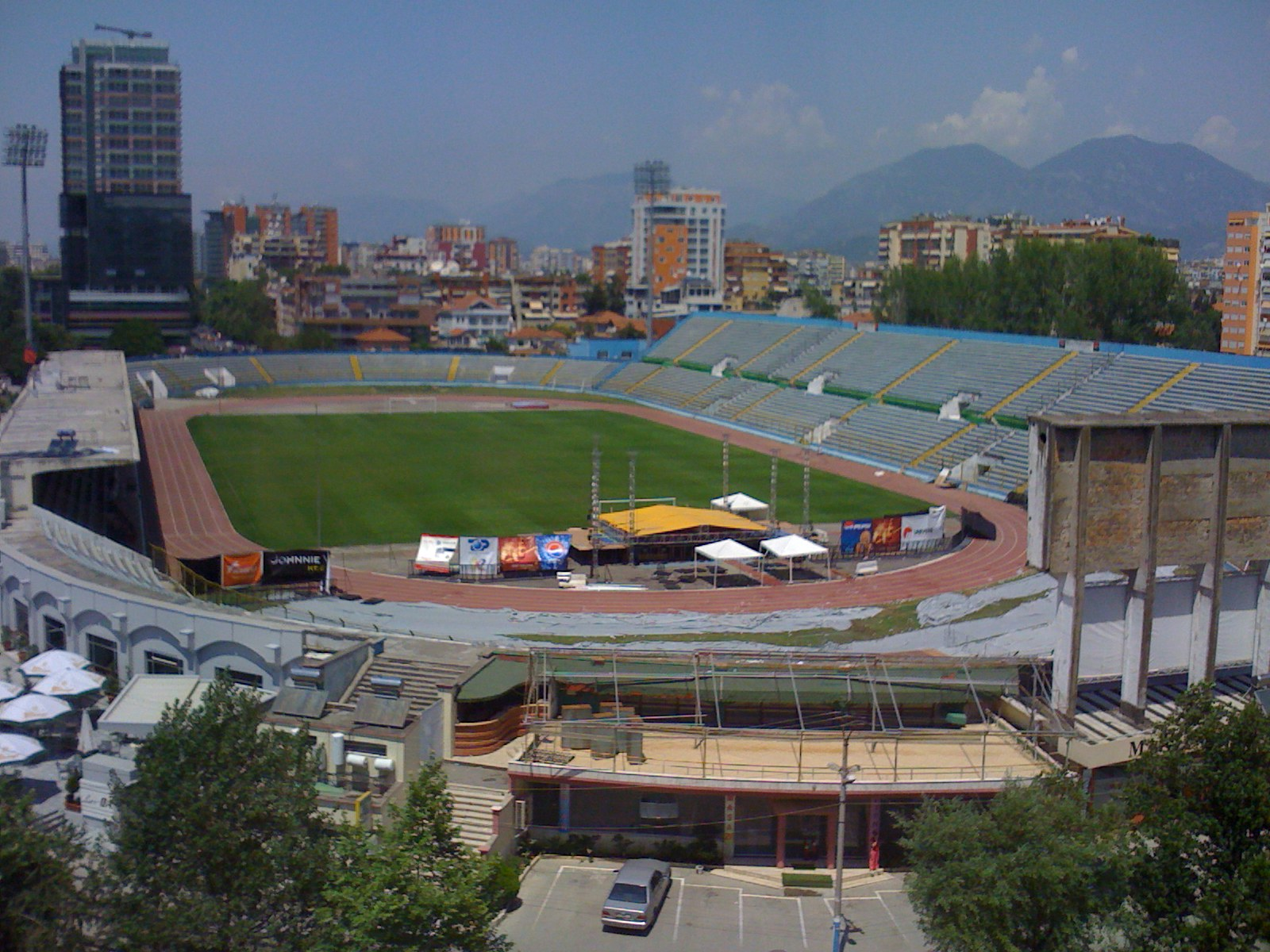
El Qemal Stafa Stadium es la sede del club.

Durante la historia temprana del club, jugaron sus partidos de local en el estadio principal de Albania, el Estadio Qemal Stafa, que fue compartido con sus rivales locales del KF Tirana y luego también con el Dinamo Tirana. Un segundo estadio fue construido en Tiranë en 1956, que era el Stadioni Selman Stërmasi, y este estadio también fue compartido por los tres principales clubes de la capital. El club dejó de compartir el Selman Stërmasi en 2014 cuando ascendieron de regreso a la Superliga de Albania, y en el verano de 2016 comenzará el proceso de demolición del Qemal Stafa, lugar en el que se construye el Arena Nacional de 22 500 asientos y que será nueve sede del club.

## Palmarés

### Torneos nacionales
- Superliga de Albania (17): 1947, 1948, 1949, 1954, 1957, 1958, 1959, 1961, 1962-63, 1963-64, 1970-71, 1978-79, 1980-81, 1986-87, 1992-93, 2018-19, 2022-23
- Copa de Albania (15): 1948, 1949, 1957, 1958, 1961, 1963-64, 1965-66, 1967-68, 1969-70, 1972-73, 1979-80, 1990-91, 1992-93, 1996-97, 2003-04
- Segunda División de Albania (1): 2000-01.
- Supercopa de Albania (4): 1994, 2004, 2019, 2023.

### Torneos internacionales
- Copa de los Balcanes (1): 1970.

### Torfeos amistosos
- Trofeo Ciudad de Puertollano (1): 1992.

## Participación en competiciones de la UEFA
| Temporada | Torneo                     | Ronda             | Club                    | Casa   | Visita      | Cómputo global |
| --------- | -------------------------- | ----------------- | ----------------------- | ------ | ----------- | -------------- |
| 1962/63   | Copa de Europa             | 1                 | IFK Norrköping          | 1-1    | 0-2         | 1-3            |
| 1963/64   | Copa de Europa             | 1                 | Spartak                 | 1-0    | 1-3         | 2-3            |
| 1964/65   | Copa de Europa             | 1                 | F. C. Colonia           | 0-0    | 0-2         | 0-2            |
| 1968/69   | Recopa de Europa de fútbol | 1                 | Torino                  | 1-0    | 1-3         | 2-3            |
| 1970/71   | Recopa de Europa de fútbol | Clasificatoria    | Åtvidabergs FF          | 2-0    | 1-1         | 3-1            |
| 1970/71   | Recopa de Europa de fútbol | 1                 | FC Tirol                | 1-2    | 2-3         | 3-5            |
| 1971/72   | Copa de Europa             | 1                 | CSKA Sofia              | 0-1    | 0-3         | 0-4            |
| 1979/80   | Copa de Europa             | 1                 | Celtic                  | 1-0    | 1-4         | 2-4            |
| 1980/81   | Recopa de Europa de fútbol | 1                 | Malmö FF                | 0-0    | 0-1         | 0-1            |
| 1981/82   | Copa de Europa             | 1                 | FK Austria Viena        | 1-0    | 1-3         | 2-3            |
| 1987/88   | Copa de Europa             | 1                 | S. L. Benfica           | (w/o)1 | 0-4         | 0-4            |
| 1990/91   | Copa UEFA                  | 1                 | Universitatea Craiova   | 0-1    | 0-1         | 0-2            |
| 1991/92   | Recopa de Europa de fútbol | 1                 | Feyenoord               | 0-0    | 0-1         | 0-1            |
| 1993/94   | UEFA Champions League      | Clasificatoria    | IA Akranes              | 0-0    | 0-3         | 0-3            |
| 1995/96   | Copa UEFA                  | Clasificatoria    | Fenerbahçe              | 0-4    | 0-2         | 0-6            |
| 2002/03   | Copa UEFA                  | Clasificatoria    | Hapoel Tel Aviv F.C.    | 1-4    | 0-1         | 1-5            |
| 2003      | Copa Intertoto             | 1                 | Maccabi Netanya         | 2-0    | 1-3         | 3-3            |
| 2003      | Copa Intertoto             | 2                 | FC Dacia Chişinău       | 0-3    | 0-2         | 0-5            |
| 2004/05   | Copa UEFA                  | Clasificatoria 1  | Birkirkara FC           | 4-2    | 1-2         | 5-4            |
| 2004/05   | Copa UEFA                  | Clasificatoria 2  | Hapoel Bnei Sakhnin     | 1-3    | 0-3         | 1-6            |
| 2006      | Copa Intertoto             | 1                 | Ethnikos Achnas         | 2-1    | 2-4         | 4-5            |
| 2008/09   | Copa UEFA                  | Clasificatoria 1  | NK Široki Brijeg        | 1-3    | 0-0         | 1-3            |
| 2015/16   | UEFA Europa League         | Clasificatoria 1  | Strømsgodset IF         | 0-1    | 1-3         | 1-4            |
| 2016-17   | UEFA Champions League      | Clasificatoria 22 | Ferencváros TC          | 1-1    | 1-1 (3-1 p) | 2-2            |
| 2016-17   | UEFA Champions League      | Clasificatoria 3  | FC Red Bull Salzburg    | 0-1    | 0-2         | 0-3            |
| 2016-17   | UEFA Europa League         | Playoff           | FC Krasnodar            | 0-0    | 0-4         | 0-4            |
| 2017/18   | UEFA Europa League         | Clasificatoria 1  | PFC Botev Plovdiv       | 1-3    | 0-1         | 1-4            |
| 2018/19   | UEFA Europa League         | Clasificatoria 1  | Maribor                 | 0-1    | 0-2         | 0-3            |
| 2019/20   | UEFA Champions League      | Clasificatoria 1  | Qarabağ Futbol Klubu    | 0-0    | 0-2         | 0-2            |
| 2019/20   | UEFA Europa League         | Clasificatoria 2  | FC Sheriff Tiraspol     | 0-1    | 1-1         | 1-2            |
| 2021/22   | Europa Conference League   | Clasificatoria 1  | Sfîntul Gheorghe        | 5-2    | 3-2         | 8-4            |
| 2021/22   | Europa Conference League   | Clasificatoria 2  | Basel                   | 0-2    | 0-3         | 0-5            |
| 2022/23   | Europa Conference League   | Clasificatoria 1  | Saburtalo Tbilisi       | 0-1    | 1-0 (4-5 p) | 1-1            |
| 2023/24   | UEFA Champions League      | Clasificatoria 1  | BATE Borisov            | 1-1    | 0-2         | 1-3            |
| 2023/24   | Europa Conference League   | Clasificatoria 2  | Atlètic Club d'Escaldes | 4-1    | 1-0         | 5-1            |
| 2023/24   | Europa Conference League   | Clasificatoria 3  | Valmiera FC             | 1-0    | 2-1         | 3-1            |
| 2023/24   | Europa Conference League   | Playoff           | FC Astana               | 1-1    | 0-1         | 1-2            |
| 2024/25   | Europa Conference League   | Clasificatoria 1  | Marsaxlokk              | 1-1    | 2-1         | 3-2            |
| 2024/25   | Europa Conference League   | Clasificatoria 2  | Iberia 1999             | 0-0    | 0-2         | 0-2            |
| 2025/26   | Europa Conference League   | Clasificatoria 1  | Nõmme Kalju             | 0-1    | 1-1         | 1-2            |

1 El Partizani Tirana fue vetado del torneo por la UEFA porque 4 jugadores abandonaron el partido al medio tiempo.

2 El Partizani Tirana fue ubicado directamente en la segunda ronda clasificatoria de la Liga de Campeones de la UEFA 2016-17 por la exclusión del Skenderbeu Korce por parte de la UEFA por el arreglo de partidos.

## Entrenadores
- Sllave Llambi (1946–1949)
- Myslym Alla (1954–1956)
- Nikolay Lyukshinov (1956–1957)[5]
- Rexhep Spahiu (1956–1962)
- Loro Boriçi (1962–1971)
- Bejkush Birçe (1969–1972)
- Ilia Shuke (1974–1977)
- Bejkush Birçe (1978–1984)
- Neptun Bajko (1986–1988)
- Kolec Kraja (1988–1989)
- Sulejman Starova (1990–1994)
- Hasan Lika (1994–1995)
- Ramadan Shehu (1995–1996)
- Sulejman Starova (1996–1997)
- Perlat Musta (1997–1998)
- Edmond Gëzdari (1998–1999)
- Genc Tomorri (2000–2001)
- Neptun Bajko (2001)
- Nikolay Arabov (2001)
- Shpëtim Duro (2001–2002)
- Tiziano Gori (2002)
- Neptun Bajko (2002–2003)
- Ilir Spahiu (2003)
- Sulejman Mema (2003–2004)
- Ilir Shulku (2004)
- Ramadan Shehu (Oct 2004)
- Sulejman Mema (2004–2005)
- Neptun Bajko (Jul 2005 – Sep 2005)
- Sulejman Mema (Sep 2005 – Nov 2005)
- Sulejman Starova (Nov 2005 – Jun 2006)
- Neptun Bajko (Jul 2006 – Nov 2007)
- Hasan Lika (Nov 2006 – Oct 2008)
- Shpëtim Duro (Oct 2008 – May 2009)
- Skerdi Bejzade (2009–2010)
- Gerd Haxhiu (2010)
- Neptun Bajko (2010–2011)
- Ylli Shehu (2011)
- Perlat Musta (2012)
- Nikolin Coçlli (Jul 2012 – Nov 2012)
- Shpëtim Duro (Nov 2012 – Mar 2013)
- Hasan Lika (Mar 2013 – Feb 2014)
- Márcio Sampaio (Feb 2014 – May 2014)
- Genc Tomorri (May 2014 – Jun 2014)
- Shpëtim Duro (2014–2015)
- Sulejman Starova (Jul 2015 – Ene 2016)
- Andrea Agostinelli (Ene 2016 – Jun 2016)
- Klevis Dalipi (Jun 2016 – Jul 2016)
- Adolfo Sormani (Jul 2016 – Oct 2016)
- Sulejman Starova (Oct 2016 – Jul 2017)
- Mark Iuliano (Jul 2017 – Nov 2017)
- Sulejman Starova (Nov 2017 – Mar 2018)
- Klevis Dalipi (Mar 2018 – Jun 2018)
- Skënder Gega (Jul 2018 – May 2019)
- Franco Lerda (Jun 2019 – Dic 2019)
- Renaldo Kalari (Dic 2019 – Ene 2020)
- Adolfo Sormani (Ene 2020 – Jun 2020)
- Ilir Daja (Jun 2020 – Dic 2021)
- Dritan Mehmeti (Dic 2021 – Ago 2022)
- Giovanni Colella (Ago 2022 – Jun 2023)
- Zoran Zekić (Jun 2023 –Oct 2023)
- Arbër Abilaliaj (Oct 2023 – Dic 2023)
- Orges Shehi (Dic 2023 – Ago 2024)
- Arbër Abilaliaj (Ago 2024 –)